# سیارک ۴۲۲۱
سیارک ۴۲۲۱ (به انگلیسی: 4221 Picasso، نامگذاری:1988EJ) چهار هزار و دویست و بیست و یکمین سیارک کشف شده‌است که در ۱۳ مارس ۱۹۸۸ کشف شد.
قدر مطلق سیارک برابر ۱۲٫۷۰ است.